# Rhona Bennett
Rhona Lynn Bennett (nascida em 10 de Maio de 1976), também conhecida como Miss R&B, é uma cantora, atriz e modelo, mais conhecida pelo seu papel recorrente como Nicole no The Jamie Foxx Show. Atualmente, ela é membro do grupo estadounidense En Vogue de R&B contemporâneo. Bennett começou a fazer dobragens de vozes e filmes industriais, antes de passar para o teatro e da televisão profissional. Antes de se juntar ao elenco de The Jamie Foxx Show, Rhona era um membro do elenco do programa de variedades da Disney Channel O Novo Mickey Mouse Club. Ela é um membro do Zeta Phi Beta do grêmio.

## Carreira
Em 1991 Bennett tornou-se um Mouseketeer no relançamento da década de 1990 de The Mickey Mouse Club. Ela também fez parte de um spin-off de dramédia intitulado "Emerald Cove" no Disney Channel. Depois que o show foi cancelado em 1994, ela mudou-se para a Califórnia para continuar sua carreira como atriz, colaborou em vários shows, incluindo Living Singlee Martin.
Ela também ganhou um papel regular em meados da década de 1990, na qual fez o papel de Loquatia, no seriado "Homeboys in Outer Space". No início de 2000, Bennett teve um papel recorrente em the WB sitcom The Jamie Foxx Show, em que ela interpretou Nicole, a colega de Jamie e parceira de canto. Mais tarde, ela assinou com o produtor de Rodney "Darkchild" Jerkins. Seu álbum de estreia intitulado Rhona foi lançado sob o seu Darkchild Records para Sony Music Entertainment em 2001. O primeiro single, "Satisfied", foi enviado de ouro para o Japão. Ele também tornou-se um dos Hot Dance Club Play número um dos Estados Unidos em 2001. Bennett conseguiu um papel principal na peça de teatro de "Men Cry In The Dark" (2002). Em 2003, ela entrou En Vogue para um contrato de cinco anos até deixar o grupo, em 2008, com o retorno do membro original Dawn Robinson.
Bennett cantou no American Airlines Center, em 27 de julho de 2008, com o pseudónimo de Miss R&B. Ela cantou a solo músicas do seu próximo álbum, foi a hospedeira, e ajudou a arrecadar fundos para uma nova instituição de caridade para sem-abrigos. Bennett reuniu-se novamente com os membros do En Vogue para se apresentar no American Music Festival no dia 29 de agosto de 2008. Bennett reiniciou a sua carreira solo no início de 2009. Em junho de 2012, Bennett voltou para o grupo En Vogue para sua turnê.

## Discografia
- 2001: Rhona

### Singles
- 2001: Satisfied
- 2010: Letting You Go
- 2016: Take Me There